# Foldameer

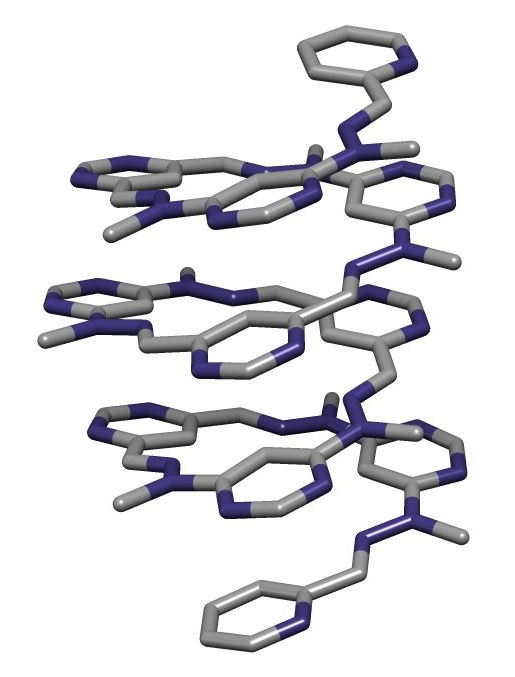
Kristalstructuur van een foldameer, gepubliceerd door Jean-Marie Lehn in 2003.

Een foldameer is een oligomeer met een welgedefinieerde secundaire driedimensionale structuur die tot stand komt door intramoleculaire krachten. Deze synthetische moleculen kunnen uit zichzelf een specificiek structuur aannemen, net zoals eiwitten dat doen. Ze kunnen, afhankelijk van de gebruikte monomeren, zowel verscheidene helices als plaatvormige moleculaire architecturen nabootsen.

## Toepassingen
Foldameren worden onder andere gebruikt als breedspectrum-antibiotica, inhibitoren van proteïne-proteïne-interacties, optische geheugenmaterialen en als materialen die het weefsel van de long kunnen nabootsen.

## Voorbeelden
- m-fenyleenethynyleenoligomeren vertonen aromatische π–π-stapeling en solvofobische krachten als drijfveer tot foldameervorming.
- Onnatuurlijke peptiden, opgebouwd uit combinaties van synthetische aminozuren, hebben een intrinsieke intentie tot opvouwing. Het gebruik van onnatuurlijke aminozuren maakt hen daarenboven stabiel ten opzichte van enzymatische degradatie en geven hen antibacteriële eigenschappen.
- Peptoïden zijn N-gesubstitueerde polyglycines die gebruikmaken van sterische interacties, zoals gekend in polyproline type-I-helices.
- Aromatische oligomidefoldameren: door beschikbaarheid aan verschillende monomeren, hebben deze type foldameren een breed toepassingsbereik, gaande van proteïne-proteïnecomplexen tot gastheer-gastinteracties.[3]

## Reviews
- Gellman, S.H. (1998). Foldamers: a manifesto (PDF). Acc. Chem. Res 31 (4): 173–180. DOI: 10.1021/ar960298r.
- Hill DJ, Mio MJ, Prince RB, Hughes TS, Moore JS (2001). A field guide to foldamers. Chem. Rev. 101 (12): 3893–4012. PMID 11740924. DOI: 10.1021/cr990120t.
- Zhang DW, Zhao X, Hou JL, Li ZT (2012). Aromatic Amide Foldamers: Structures, Properties, and Functions. Chem. Rev. 112 (10): 5271–5316. PMID 22871167. DOI: 10.1021/cr300116k.